# Fiskbensdiagram

Ett fiskbensdiagram.

Fiskbensdiagram (även Ishikawadiagram eller orsak-verkan-diagram) är ett slags diagram som används för att åskådliggöra orsaker till ett problem. Diagrammet består av en "ryggrad" som i ena änden har ett "huvud" där problemet skrivs in, av "ben" som utgår från "ryggraden" och slutar i (tänkbara) huvudorsaker till problemet och av mindre grenar på benen där allt mer detaljerade orsaker kan skrivas in.
Ett sätt att arbeta med fiskbensdiagram är att utgå från huvudorsakerna enligt 7M = Management, Människa, Metod, Mätning, Maskin, Material, Miljö. Denna typ av fiskbensdiagram brukar kallas 7M-diagram.
Diagramtypen uppfanns av Kaoru Ishikawa vid Kawasakis varv på 1960-talet.